# Марко Врхунец
Марко Врхунец, (Љубљана 27. јун 1922 — новембар 2019) је био словеначки официр, партизан, правник, економиста, политичар и дипломата.

## Живот и рад
Врхунец је рођен у породици адвоката и предузетника (секретара или комерцијалног директора рударског предузећа Трбовел у Љубљани) Винка Врхунца. Након капитулације Италије 1943. године, учествовао је у масакру словеначких ратних заробљеника у Грчарицама и Турјаку, који се сматра највећим братоубилачким злочином током Другог светског рата. У борбама за ослобођење Љубљане био је комесар Љубљанске бригаде и мајор НОВ и ПОЈ/С, а 9. маја 1945. окачио је партизанску заставу на љубљанском магистрату. После Другог светског рата наставио је студије на Правном факултету Универзитета у Љубљани и дипломирао 1952. године, при чему је радио у више министарстава, а касније и на неколико руководећих позиција у компанији Интертраде. Од 1967. до 1973. године био је економски саветник и заменик генералног секретара тадашњег председника СФРЈ Јосипа Броза Тита. Три године је био и његов шеф владе. Између осталог, био је помоћник савезног секретара за спољне послове 1974-1978, а потом до 1982. амбасадор СФРЈ или шеф мисије при Уједињеним нацијама у Женеви.
Године 1978. докторирао је економске науке на Економском факултету Универзитета у Љубљани и 1984-1990 (од 1986. као ванредни професор) предавао међународне економске односе на ФСПН у Љубљани, а касније међународну трговину на постдипломским студијама Економског факултета Универзитета у Љубљани. Такође је радио као предузетник у Љубљани, Истанбулу и Каиру.
Написао је једанаест књига (Medsebojno ekonomsko sodelovanje dežel v razvoju (1987), Svet na razpotju (1997); O narodnoosvobodilnem boju na Slovenskem 1941-1945 (2006); две су о Јосипу Брозу - Титу - први под насловом Šest let s Titom (2001) описао је године када је служио за бившег председника Југославије, а у књизи Josip Broz Tito: osebnost, stvaritve, titoizem (2009) писао је о „ титоизму" као друштвено-политичке доктрине. Ревносно је бранио мишљење да Тито није злочинац, већ да је поступао праведно и по одлукама савезника, и у вези са послератним масакрима, а великом неправдом сматрао је и оптужницу против Митје Рибичича.
Врхунец је 2015. године постао почасни грађанин Љубљане. Због своје наводно упитне прошлости и ставова (у току рата био је члан правосудне комисије „судске тројке“, која је 1943. одлучивала о судбини заробљених припадника паравојне организације Беле гарде), представници СДС-а и НСи у љубљанском градском већу гласали против именовања Врхунца за почасног грађанина, одборници ЛЗЈ, СМЦ, СД и ДеСУС су већином гласали за именовање.
Његов син је дипломата Миха Врхунец.